# Kvarntjärnen (Gustav Adolfs socken, Värmland, 667268-138744)
Kvarntjärnen är en sjö i Hagfors kommun i Värmland och ingår i Göta älvs huvudavrinningsområde.